# Jean-Louis Scherrer
Jean-Louis Scherrer (19. února 1935, Paříž – 20. června 2013, Paříž) byl francouzský módní návrhář.

## Životopis
Původně chtěl být profesionálním tanečníkem, ale po zranění se stal stylistou a nastoupil u Christiana Diora, kde pracoval s Yves Saint-Laurentem a později s Louisem Feraudem. V roce 1962 se rozhodl otevřít si vlastní butik na Rue du Faubourg-Saint-Honoré č. 182. O deset let později se přestěhoval na Avenue Montaigne č. 51, kde se zaměřil na prêt-à-porter. V roce 1979 pronikl do Japonska, kde měl velký úspěch. Ve stejném roce začal produkovat i parfémy.
V roce 1980 získal ocenění Dé d'or udělované v oblasti haute couture.
V roce 1992 Jean-Louis Scherrer prodal svou firmu skupině Seibu Kaihatsu a stal se tak prvním módním domem, který se oddělil od svého původního tvůrce.
V roce 2000 byl otevřen butik v Pekingu. Skupinu Scherrer koupil na počátku 21. století Alain Duménil. V roce 2008 byl módní dům Scherrer uzavřen. Nicméně společnost Aoyama prodává dál kolekci brýlí pod touto značkou.
K jeho nejznámějším zákazníkům patřily Françoise Saganová, Anne-Aymone d'Estaing, manželka Valéryho Giscarda d'Estainga, královna Paola, Raquel Welchová, Claudia Cardinalová nebo Jacqueline Kennedyová Onassisová.